# Messor collingwoodi
Messor collingwoodi es una especie de hormiga del género Messor, subfamilia Myrmicinae. 

## Distribución
Esta especie se encuentra en Malí y Níger.